# 凤翔街道 (临沧市)
凤翔街道，是中华人民共和国云南省临沧市临翔区下辖的一个乡镇级行政单位。

## 行政区划
凤翔街道下辖以下地区：
章嘎社区、忙角社区、南屏社区、菜园社区、圈掌社区、中平社区、塘平社区、大石房村、老五村、新村、昔本村、南本村、竹篷村、南信村、文华村、南信桥村和中山村。